# Festival de la Cançó d'Eurovisió Àsia 2019
El I Festival de la Cançó d'Eurovisió Àsia hauria sigut la primera edició del festival asiàtic en cas de no haver quedat suspès.

## Països participants
La primera edició de festival hauria tingut la participació d'aquests 17 països:
- Austràlia
- Corea del Sud
- Emirats Àrabs Units
- Hong Kong
- Índia
- Indonèsia
- Japó
- Kazakhstan
- Maldives
- Nova Zelanda
- Illes Salomó
- Papua Nova Guinea
- Singapur
- Taiwan
- Vanuatu
- Vietnam
- Xina

### Països interessats
- Mongòlia: El 22 d'agost de 2017 van dir que estaven interessats a participar, però no van confirmar la seva participació.
- Sri Lanka: El 22 d'agost de 2017 van dir que estaven interessats a fer el seu debut, però no ho van confirmar.

## Altres països
Els següents països són membres actius i addicionals de la zona Àsia-Pacífic:
- Afganistan	(RTA i Moby; cadenes actives) (Saba TV i NRTN; cadenes addicionals)
- Aràbia Saudita (SAB/SAR)
- Azerbaitjan (İTV)
- Bangladesh (BTV, BB i ETV; cadenes actives) (Radio Today i ETV; cadenes addicionals)
- Bhutan (BBS; cadenes activa) (CR101; cadenes addicional)
- Illa Norfolk (VL2NI)
- Qatar (JCC i QMC; cadenes activa) (AJE; cadenes addicional)
- Timor Oriental (RTTL)
- Tonga